# Winkelman (Arizona)
Winkelman è una città degli Stati Uniti d'America, situata nello Stato dell'Arizona, in particolare tra la Contea di Gila e la Contea di Pinal.